# مارانيون
مارانيون (بالإسبانية: Rafael Marañón)‏ (مواليد 23 يوليو 1948) هو لاعب كرة قدم. يلعب مع منتخب إسبانيا لكرة القدم. سبق له أن لعب في كأس العالم لكرة القدم مع منتخب بلاده.

## روابط خارجية
- مارانيون على موقع قاعدة بيانات كرة القدم.إي يو (الإنجليزية)
- مارانيون على موقع ناشيونال فوتبول تيمز (الإنجليزية)